# RSF1
RSF1‏ (Remodeling and spacing factor 1) هوَ بروتين يُشَفر بواسطة جين RSF1 في الإنسان.